# Šumjači
Šumjači (in russo Шумячи?) è un insediamento di tipo urbano dell'oblast' di Smolensk, in Russia; è il centro amministrativo del distretto Šumjačskij.
Si trova 145 km a sud di Smolensk.